# Predsjednici Predsjedništva Socijalističke Republike Bosne i Hercegovine
Ovo je popis predsjednika Predsjedništva Socijalističke Republike Bosne i Hercegovine.
- Ratomir Dugonjić (svibanj 1974. – travanj 1978.)
- Raif Dizdarević (travanj 1978. - travanj 1982.)
- Branko Mikulić (travanj 1982 - 26. travnja 1984.)
- Milanko Renovica (26. travnja 1984. – 26. travnja 1985.)
- Munir Mesihović (26. travnja 1985. - travanj 1987.)
- Mato Andrić (travanj 1987. - travanj 1988.)
- Nikola Filipović (travanj 1988. - travanj 1989.)
- Obrad Piljak (travanj 1989. – 20. prosinca 1990.)